# 680 (numero)
Seicentottanta (680) è il numero naturale dopo il 679 e prima del 681.

## Proprietà matematiche
- È un numero pari.
- È un numero composto con 16 divisori: 1, 2, 4, 5, 8, 10, 17, 20, 34, 40, 68, 85, 136, 170, 340, 680. Poiché la somma dei suoi divisori (escluso il numero stesso) è 940 > 680 è un numero abbondante.
- È un numero semiperfetto in quanto pari alla somma di alcuni (o tutti) i suoi divisori.
- È un numero tetraedrico.
- È un numero palindromo nel sistema posizionale a base 7 (1661) e in quello a base 13 (404).
- È un numero 26-gonale.
- È un numero pratico.
- È un numero felice.
- È un numero nontotiente (per cui la equazione φ(x) = n non ha soluzione).
- È un numero malvagio.
- È somma dei primi 8 quadrati dispari: {\displaystyle 680=1^{2}+3^{2}+5^{2}+7^{2}+9^{2}+11^{2}+13^{2}+15^{2}}
- È parte delle terne pitagoriche (111, 680, 689), (153, 680, 697), (378, 680, 778), (510, 680, 850), (680, 714, 986), (680, 1056, 1256), (680, 1275, 1445), (680, 1365, 1525), (680, 1632, 1768), (680, 2262, 2362), (680, 2850, 2930), (680, 3366, 3434), (680, 4599, 4649), (680, 5760, 5800), (680, 6783, 6817), (680, 7209, 7241), (680, 11550, 11570), (680, 23115, 23125), (680, 28896, 28904), (680, 57798, 57802), (680, 115599, 115601).

## Astronomia
- 680 Genoveva è un asteroide della fascia principale del sistema solare.
- NGC 680 è una galassia ellittica della costellazione dell'Ariete.

## Astronautica
- Cosmos 680 è un satellite artificiale russo.